# Milan Orožen Adamič
Milan Orožen Adamič [mílan oróžən adámič], slovenski geograf, * 26. marec 1946, Ljubljana, † 15. maj 2018, Ljubljana.

## Življenje in delo
Adamič je leta 1971 diplomiral na ljubljanski Filozofski fakulteti in prav tam 1994 tudi doktoriral. Sprva je bil projektant na Ljubljanskem urbanističnem zavodu, leta 1974 pa se je zaposlil kot raziskovalec na Geografskem inštitutu Antona Melika ZRC SAZU, od 1999 je bil višji znanstveni sodelavec, leta 2004 je postal znanstveni svetnik. V 90. letih je bil tudi prvi predsednik znantvenega sveta ZRC SAZU. Od 2001 je bil docent za regionalno geografijo na
ljubljanski Fakulteti za družbene vede in Univerzi na Primorskem, kjer je pridobil naziv izrednega profesorja. Kot raziskovalec se posveča proučevanju naravnih in ekoloških nesreč, poplavam, varstvu okolja in regionalnim značilnostim. Aktivno se je angažiral tudi v politiki (stranka SDS) in bil v letih 2005-09 veleposlanik Republike Slovenije na Hrvaškem (v Zagrebu).  